# Atari Home Pong
Atari Home Pong ist eine stationäre Spielkonsole, die von Atari ab 1975 hergestellt und teilweise durch die US-amerikanische Handelskette Sears verkauft wurde. Sie wurde im Sommer 1975 auf der Consumer Electronics Show (CES) vorgestellt. Bis zum Weihnachtsgeschäft sollten in Kooperation mit Sears 150.000 Konsolen gefertigt werden. Der Preis betrug etwa 100 US-Dollar.
Nachfolger der Atari-Home-Pong-Konsolen war das Atari Video Computer System (Atari VCS).

## Bilder

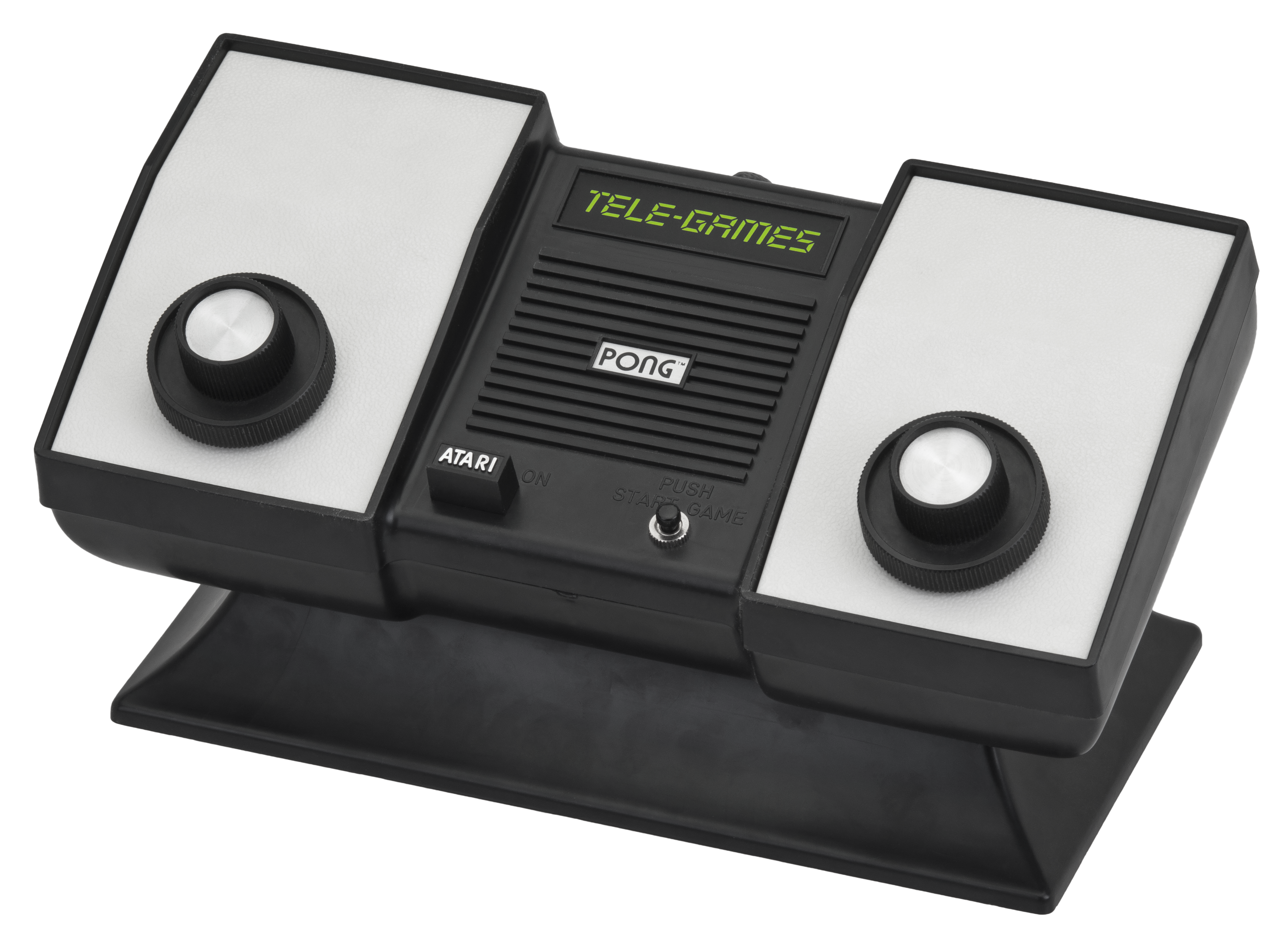
Sears Tele-Games in Silber von Sears
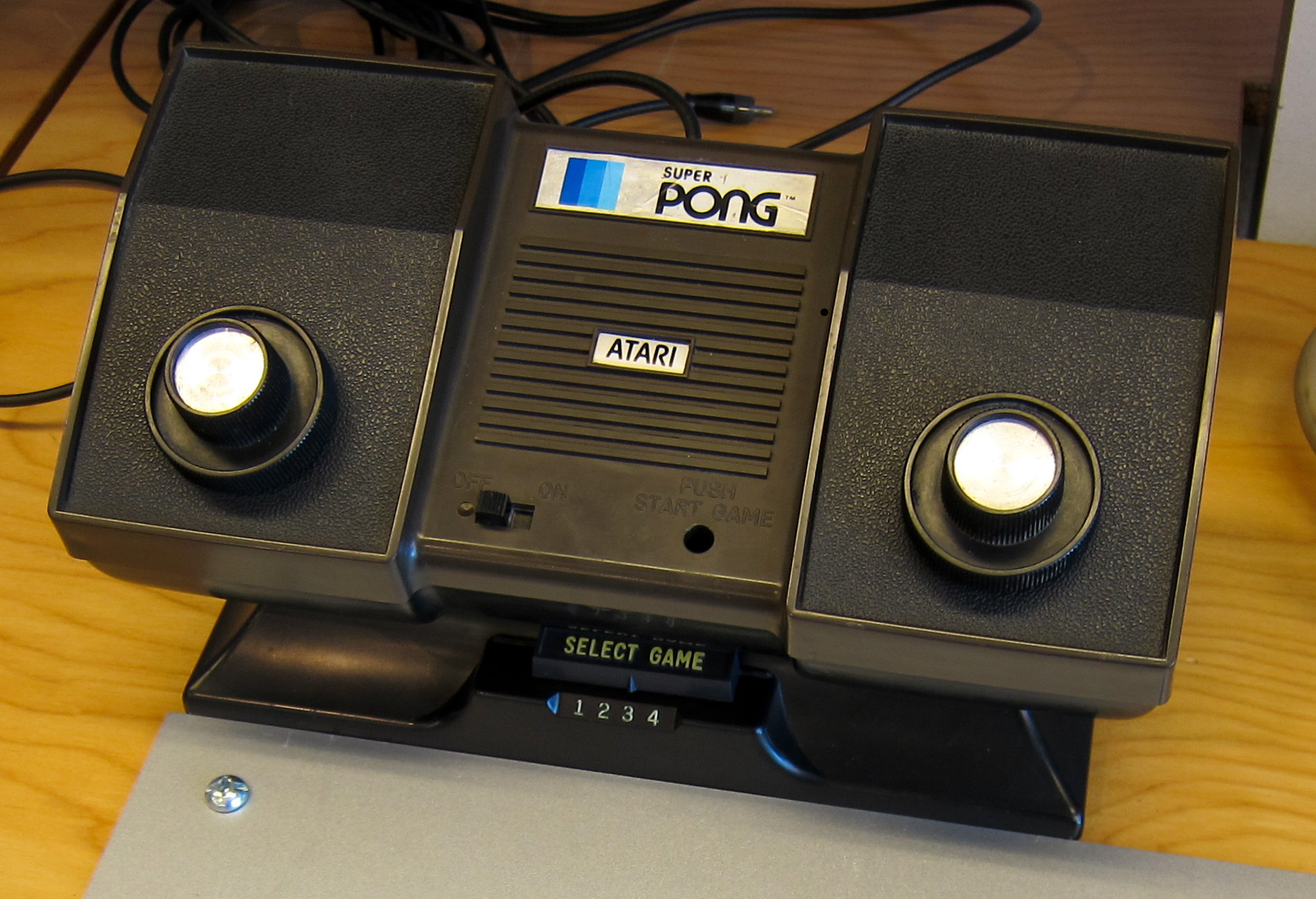
Atari Super Pong, 1976, Modell mit der Bezeichnung C-140
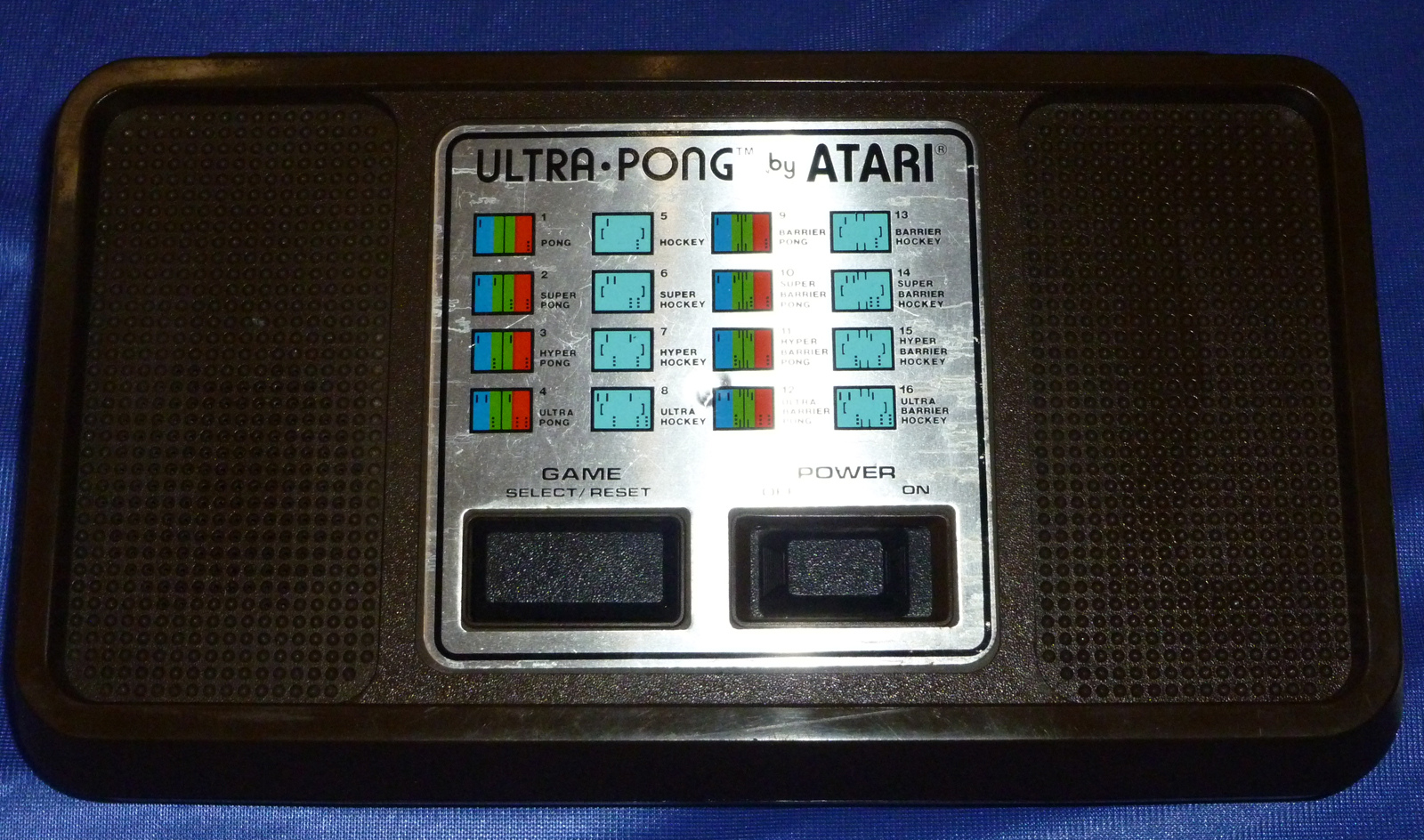
Atari Ultra Pong, 1977, Modell mit der Bezeichnung C-402S